# André Buffière
Pierre André Marcel Buffière (ur. 12 listopada 1922 we Vion, zm. 2 października 2014 w Lyonie) – francuski koszykarz i trener koszykarski. Wraz z reprezentacją Francji zdobył srebrny medal podczas Letnich Igrzysk Olimpijskich 1948 w Londynie. Zagrał także na IO cztery lata później w Helsinkach, gdzie wraz z reprezentacją zajęli 8. miejsce.